# Хил, Шайла
Ша́йла Джейд Хил (англ. Shyla Jade Heal; род. 19 сентября 2001 года, Когара, Новый Южный Уэльс, Австралия) — австралийская профессиональная баскетболистка, которая выступала в женской национальной баскетбольной лиге. Играет на позиции разыгрывающего защитника. Лучший молодой игрок женской НБЛ (2020). Была выбрана на драфте ВНБА 2021 года в первом раунде под общим восьмым номером клубом «Чикаго Скай», за которую сыграла в ассоциации лишь четыре матча. В настоящее время выступает за команду «Бэнкстаун Брюинз».
В составе национальной сборной Австралии стала бронзовым призёром чемпионата Азии 2023 года в Австралии.

## Ранние годы
Родилась 19 сентября 2001 года в городе Когара (штат Новый Южный Уэльс), южном пригороде Сиднея. В возрасте пяти лет начала заниматься баскетболом.

## Карьера

### Клубная
В 14 лет присоединилась к команде «Саут-Ист Квинсленд Старз», став одним из самых молодых игроков в истории ЖНБЛ. Выступала за клуб в сезоне 2015/16.
В 2018 году вернулась в лигу, подписав двухлетний контракт с клубом «Перт Линкс». Согласно условиям соглашения, Хил обязалась не участвовать в баскетбольных турнирах среди колледжей. По окончании сезона 2018/19 покинула команду из-за травмы.
В 2019 году подписала соглашение с «Бендиго Спирит» на сезон 2019/20. По результатам дебютного сезона удостоена награды «Самый стабильный игрок» (средняя результативность за матч — 12,1 очка и 4,1 подбора). В 2020 году перешла в «Таунсвилл Файр». По результатам сезона признана лучшим молодым игроком ЖНБЛ. Была выбрана на драфте ВНБА 2021 года в первом раунде под общим восьмым номером командой «Чикаго Скай», за которую сыграла в ассоциации лишь четыре матча. В апреле 2021 года пополнила состав клуба «Сидней Юни Флэймз», покинув команду в феврале 2023 года по «личным причинам» и вернувшись в «Таунсвилл Файр». В том же году присоединилась к польскому АЗС. 4 декабря 2023 года покинула клуб. В 2024 году выступала за израильский «Хапоэль Петах-Тиква» и французский АСВЕЛ. В июне подписала контракт с турецким клубом «Тарсус Беледиеси». В марте 2025 года участвовала в тренировочных сборах «Финикс Меркури». 23 мая 2025 года стала игроком австралийской команды «Бэнкстаун Брюинз».

### В сборной
В 2017 году в составе сборной Австралии стала победительницей чемпионата Океании среди девушек до 17 лет на Гуаме (признана самым ценным игроком первенства) и чемпионата Азии среди девушек до 16 лет в Индии. В 2018 году выиграла бронзовые медали чемпионата мира среди девушек до 17 лет в Белоруссии. По итогам турнира вошла в команду All-Tournament, состоящую из пяти сильнейших игроков первенства, набирав в среднем 16 очков за игру. В 2019 году стала серебряным призёром чемпионата мира среди девушек до 19 лет в Таиланде.
В 2022 году дебютировала в составе национальной сборной, сыграв в трёх матчах в рамках подготовки к чемпионату мира. В 2023 году завоевала бронзовые медали на домашнем чемпионате Азии.

## Личная жизнь
Шайла — дочь игрока НБА Шейна Хила.